# Jiyuan
Jiyuan is een subprefectuurstad in de Chinese provincie Henan, Volksrepubliek China. Het grenst in het zuidwesten aan Jiaozuo en Luoyang en in het noorden aan de provincie Shanxi.

## Indeling
Prefectuurstad Jiaozuo omvat 4 districten, 2 stadsarrondissement en 4 arrondissementen.
- Jiefang, district (解放区)
- Shanyang, district (山阳区)
- Zhongzhan, district (中站区)
- Macun, district (马村区)
- Qinyang, stadsarr. (沁阳市)
- Mengzhou, stadsarr. (孟州市)
- Xiuwu, arrond. (修武县)
- Wuzhi, arrond. (武陟县)
- Wen, arrond. (温县)
- Bo'ai, arrond. (博爱县)